# Ами, Уиздом
Уиздом Ами (итал. Wisdom Amey; род. 11 августа 2005, Бассано-дель-Граппа, Венеция) — итальянский футболист, защитник клуба «Болонья».

## Карьера

### Клубная
Занимался футболом в системе футбольных клубов «Бассано» и «Виченца». Летом 2019 года перешёл в «Болонью». За взрослую команду дебютировал 12 мая 2021 года в матче 36-го тура Серии A против «Дженоа» (0:2). Стал самым молодым игроком в истории Серии A — на момент дебюта ему было 15 лет и 274 дня. В 2023 году это достижение превзошёл Франческо Камарда.

## Статистика
| Выступление      | Выступление      | Выступление      | Чемпионат | Чемпионат | Кубки | Кубки | Еврокубки | Еврокубки | Прочие | Прочие | Итого | Итого |
| Клуб             | Лига             | Сезон            | Игры      | Голы      | Игры  | Голы  | Игры      | Голы      | Игры   | Голы   | Игры  | Голы  |
| ---------------- | ---------------- | ---------------- | --------- | --------- | ----- | ----- | --------- | --------- | ------ | ------ | ----- | ----- |
| Болонья          | Серия A          | 2020/21          | 1         | 0         | 0     | 0     | 0         | 0         | 0      | 0      | 1     | 0     |
| Болонья          | Итого            | Итого            | 1         | 0         | 0     | 0     | 0         | 0         | 0      | 0      | 1     | 0     |
| Всего за карьеру | Всего за карьеру | Всего за карьеру | 1         | 0         | 0     | 0     | 0         | 0         | 0      | 0      | 1     | 0     |

по состоянию на 14 мая 2021